# Famille de La Cropte
Pour les articles homonymes, voir La Cropte (homonymie).
La famille de La Cropte est une famille d'extraction chevaleresque originaire du Périgord. La branche de La Cropte de Chantérac (seule subsistante) fait partie des familles subsistantes de la noblesse française. Cette dernière  est connue sous le nom d’usage « de Chantérac ».

## Histoire
Gustave Chaix d'Est-Ange indique que le premier auteur connu de la famille de La Cropte, Hélie de La
Cropte, cité en 1144 était frère utérin de Pierre Urdimal, chevalier de Lardimalie. Il ajoute que le nom de la famille de La Cropte figure dans un grand nombre d'actes de la seconde moitié du XIIe siècle et du siècle suivant, sans toutefois qu'on puisse relier entre eux d'une façon certaine les gentilshommes qui ont porté ce nom à une époque aussi reculée.
Selon les différents auteurs, la filiation de la famille de La Cropte remonte au XIIIe siècle ou au XVe siècle.
Au XIXe siècle, Nicolas Viton de Saint-Allais et André Borel d'Hauterive donnent une généalogie de la famille de La Cropte qui remonte à Fortanier de La Cropte, chevalier, cité en 1271.
Borel d'Hauterive écrit que la maison de La Cropte, d’ancienne chevalerie du Périgord, a toujours tenu un rang distingué dans la noblesse par son origine, ses services et ses alliances et qu'elle eu pour berceau la paroisse de La Cropte en Dordogne où elle résidait au château de la Mothe. Il indique que les premiers seigneurs de cette maison avaient sans doute le droit de seigneurie et de haute justice sur tout le bourg de La Cropte puisqu’ils en ont adopté le nom, au lieu de ne prendre que celui de la Mothe, selon l’usage féodal. Il ajoute que ses premiers auteurs furent presque tous décorés de la chevalerie, et que leur liste commence par Hélie de la Cropte, Ier du nom, qui vivait sous le règne de Louis-le-Jeune et souscrivit quatre chartes de donation de 1144 à 1168 en faveur des abbayes de Cluny et de Chancelade, et par Hélie II, qui fut du nombre des chevaliers de la troisième croisade menée par le roi de France Philippe Auguste et le roi d'Angleterre Richard Cœur de Lion. Le nom et les armes de ce chevalier figurent à ce titre dans la deuxième salle des Croisades du château de Versailles.
Pol Potier de Courcy donne lui une filiation qui commence avec Pierre de La Cropte , seigneur de la Mothe, mort avant le 27 mai 1395.
La famille de La Cropte, a prouvé l'ancienneté de sa noblesse par titres originaux produits auprès du Juge d'Armes de France, établissant une filiation suivie depuis Hugon de La Cropte, damoiseau vivant au début du XVe siècle et marié à Marie Vigier, dame en partie de Chantérac.
Henri Jougla de Morenas dans le Grand Armorial de France donne une filiation de la famille de La Cropte qui remonte à Pierre de La Cropte, écuyer, mort avant 1395, marié à Jeanne de Portafé
Régis Valette, dans son Catalogue de la noblesse française subsistante (2002) écrit que cette famille remonte sa filiation noble à l'année 1395.

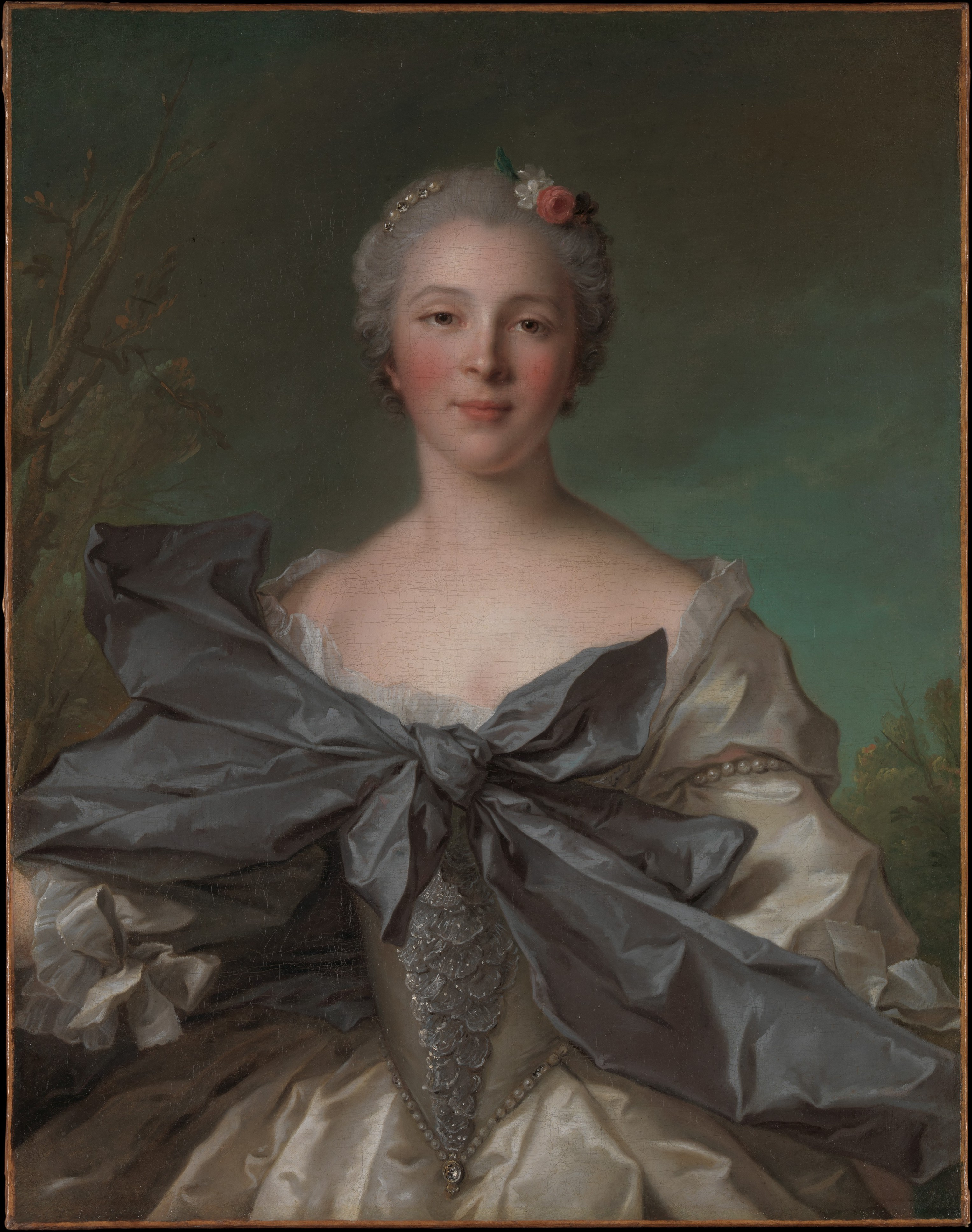
Portrait de Marie-Françoise de La Cropte de Saint-Abre, marquise d'Argence 1744 par Jean-Marc Nattier
New York, Metropolitan Museum of Art

## Généalogie

### Branche subsistante
La famille de La Cropte a donné naissance à de multiples branches dont celle de Lencais (branche aînée), de Bourzac et Saint-Abre aujourd'hui éteintes.
Seule subsiste La branche de Chantérac qui tire son nom de la terre et seigneurie de Chantérac en Périgord, qu'elle a possédée sans interruption depuis le XVe siècle jusqu'à la Révolution à la suite du mariage d'Hugues de La Cropte, Ier du nom, avec Marie Vigier, dame de Chantérac.
Parmi les personnalités de cette branche, se trouvent :
- Gabriel de La Cropte de Chantérac (1640-1715), abbé, secrétaire de Fénelon ;
- Jean de La Cropte de Chantérac, archiprêtre, fondateur de la Congrégation de la Mission de Périgueux (1646)[9] ;
- Charles de La Cropte de Chanterac, dernier évêque d'Alet de 1763 à 1790 ;
- Bonaventure de La Cropte de Chantérac, maire de Marseille de 1849 à 1854, député des Bouches-du-Rhône et président du Conseil général des Bouches-du-Rhône ;
- Hugues de La Cropte Vicomte de Chantérac (1872-1936), propriétaire du château de Chassilly, maire de Saint-Senier-de-Beuvron (1932-1936).

### Autres branches
Parmi les personnalités connues des autres branches de la famille de La Cropte, se trouvent :
- Bertrand de La Cropte de Lanquais, évêque de Sarlat de 1416 à 1446 ;
- François de La Cropte de La Ménardie, commandeur de Gap-Francès ;
- Louise de La Cropte de Saint-Abre, mère de Fénelon (1651-1715) ;
- Jean-François de La Cropte de Bourzac, évêque de Noyon de 1734 à 1766 ;
- Jean de La Cropte, chevalier, seigneur de Saint-Abre, colonel du régiment de Saint-Abre cavalerie, lieutenant-général des armées du roi Louis XIV sous les ordres du maréchal  de Turenne pendant la Guerre de Hollande (1672 à 1678). Il fut blessé à mort en commandant son avant-garde à la bataille de Sinsheim et son fils aîné, fut tué lors des mêmes combats. Sur son lit de mort, il écrit dans sa dernière lettre à Louis XIV datée de Philisbourg, le 24 juin 1674 : Sire, mon fils et moi perdons la vie dans le même combat : c'est finir dans les formes ; et je crois que V. M. sera contente de l’un et de l’autre. Ma mémoire attend de revoir les récompenses que ceux qui servent depuis moi ont déjà obtenues. J'ai toute ma vie vécu comme une personne de grand bien; mais cela n'a été qu'aux dépens de la bourse de mes amis. Il me reste six enfants, qui ont les mêmes sentiments que l'autre; j'espère que V. M. aura la bonté de ne les pas abandonner au méchant état de mes affaires. Je puis assurer V. M. que, jusqu'au dernier moment de ma vie, qui sera apparemment demain, je mourrai de Votre Majesté, le très-humble, etc.[10].

## Citation
Le général de Gaulle, dans La France et son armée, cite les La Cropte parmi les  familles ayant donné des capitaines formant "l'ossature" de l'armée royale sous l'Ancien Régime.

## Postérité
- Rue de Chanterac, à Marseille en mémoire de Bonaventure de La Cropte de Chantérac, maire de Marseille de 1849 à 1854.

## Armes
D'azur, à une bande d'or, accompagnée de deux fleurs de lys du même, l'une posée en chef, et l'autre à la pointe-de l'écu. Couronne de marquis. Tenants : deux femmes nues et échevelées.
Cette famille porte un titre de courtoisie de marquis.

## Alliances
- Marguerite de La Cropte épousa en 1534 Gilles de La Tour, seigneur de Limeuil, frère du vicomte de Turenne (de la maison de la Tour d’Auvergne)[4].
- Uranie de La Cropte de Beauvais (1656-1717) épousa en 1680 le prince Louis-Thomas de Savoie-Carignan, comte de Soissons[12].

Autres alliances : de Portafé (XIVe), Vigier (1427), de la Porte de Floyrac (1457), de Carignac, de Chabans (1513), de Bruzac (1520), de Grimard (1538), Massin (1570), de Seris (1576), d’Auzanneau (1600), de la Place (1610), de Raymond (1627), Jaubert de Saint-Gelais (1639), de Jousserant, de Salignac de Fénélon (1650, 1668 et 1741), de Martel (1653), de Tiraqueau (1688), de Bourdeille (1712), Garnier (1730), des Achards de Joumart (1744), de Roussel de Courcy, Laurans de Gaure (1772), du Autier (1807), Lhuillier (1818), de Cœuret de Nesle (1843), de Gouyon de Coipel (1872), Thoumini de La Haulle (1873), de La Bourdonnaye-Blossac (1876), de Mallia, d'Abzac de la Douze, de Poulpiquet du Halgouët, de Foucher de Careil (1902), de Garidel-Thoron (1953), de Bernes de Longvilliers, de Bremond d'Ars, Le Moniès de Sagazan (1986), de Vulpian (1988), Bayon de Noyer, Champetier de Ribes-Christofle.

## Possessions
Les différentes branches de la famille de La Cropte ont  possédé plusieurs propriétés dont :
- Le Château de la Faye à Auriac-du-Périgord (Dordogne)
- Le Château de la Finou à Lalinde (Dordogne)
- Le Château de Lanquais (Dordogne)
- Le château du Mas de Montet à Petit-Bersac (Dordogne)
- le Château de Chantérac (Dordogne)
- Le château d'Épagne à Épagne-Épagnette
- L'hôtel de La Cropte-Saint-Abre (ou hôtel de Saint-Abre), 18 rue d'Aguesseau à Paris. Saisi au cours de la Révolution, il est vendu comme bien national en 1802. La Ville de Paris le loua jusqu'en 1811 pour y établir le siège de la mairie de l'Ancien 1er arrondissement de Paris[13].
- Le château de Chassilly à Saint-Senier-de-Beuvron (Manche)

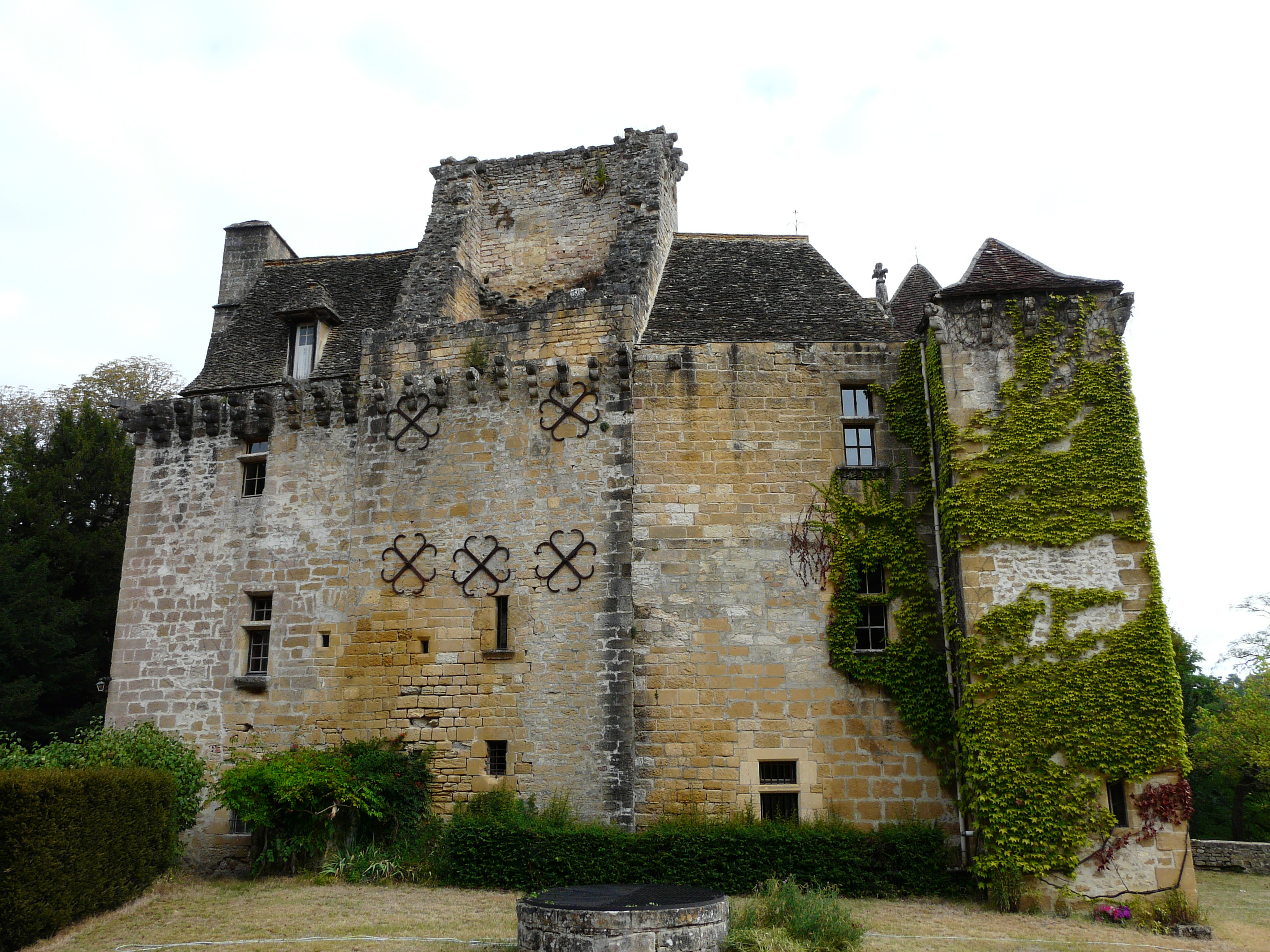
Château de la Faye à Auriac-du-Périgord
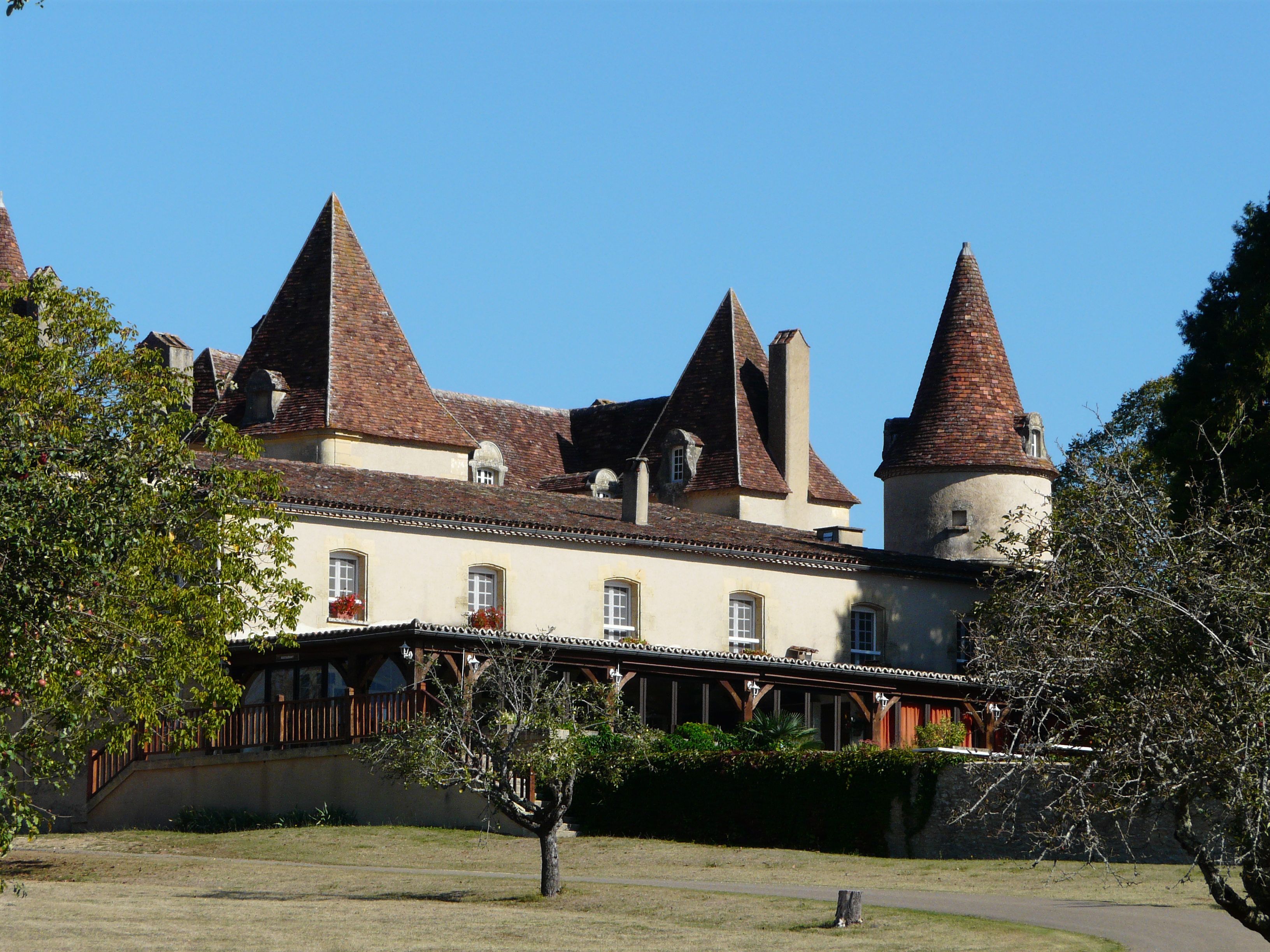
Château de la Finou à Lalinde
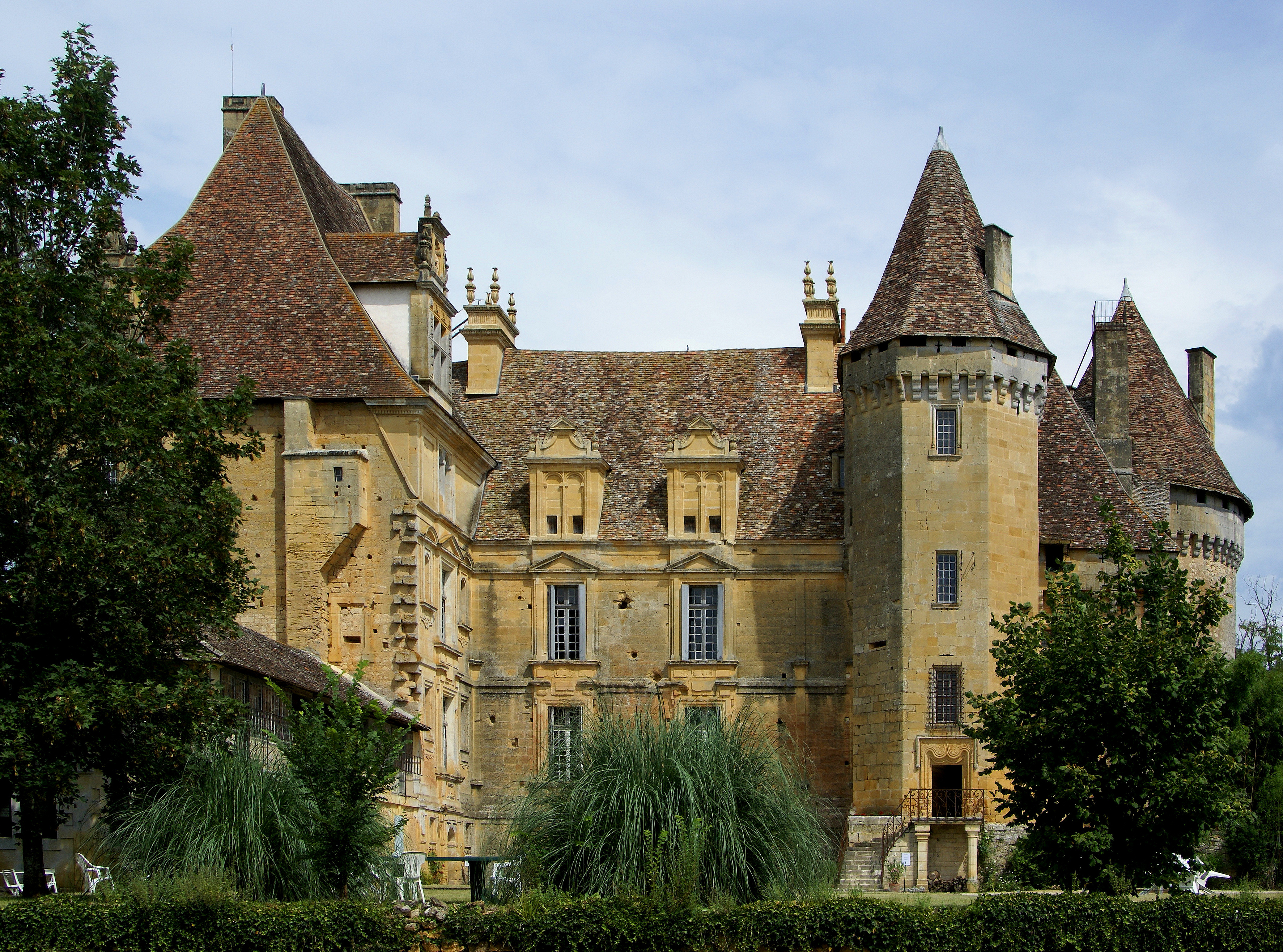
Château de Lanquais
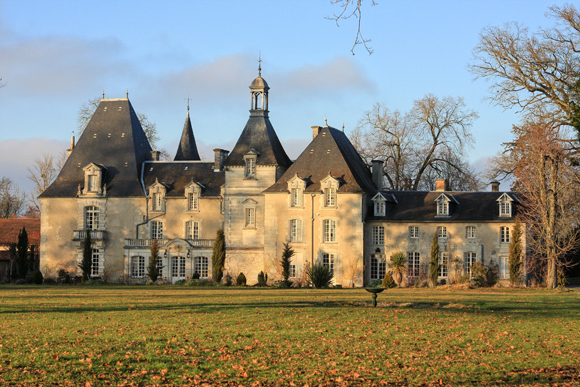
Château du Mas de Montet à Petit-Bersac
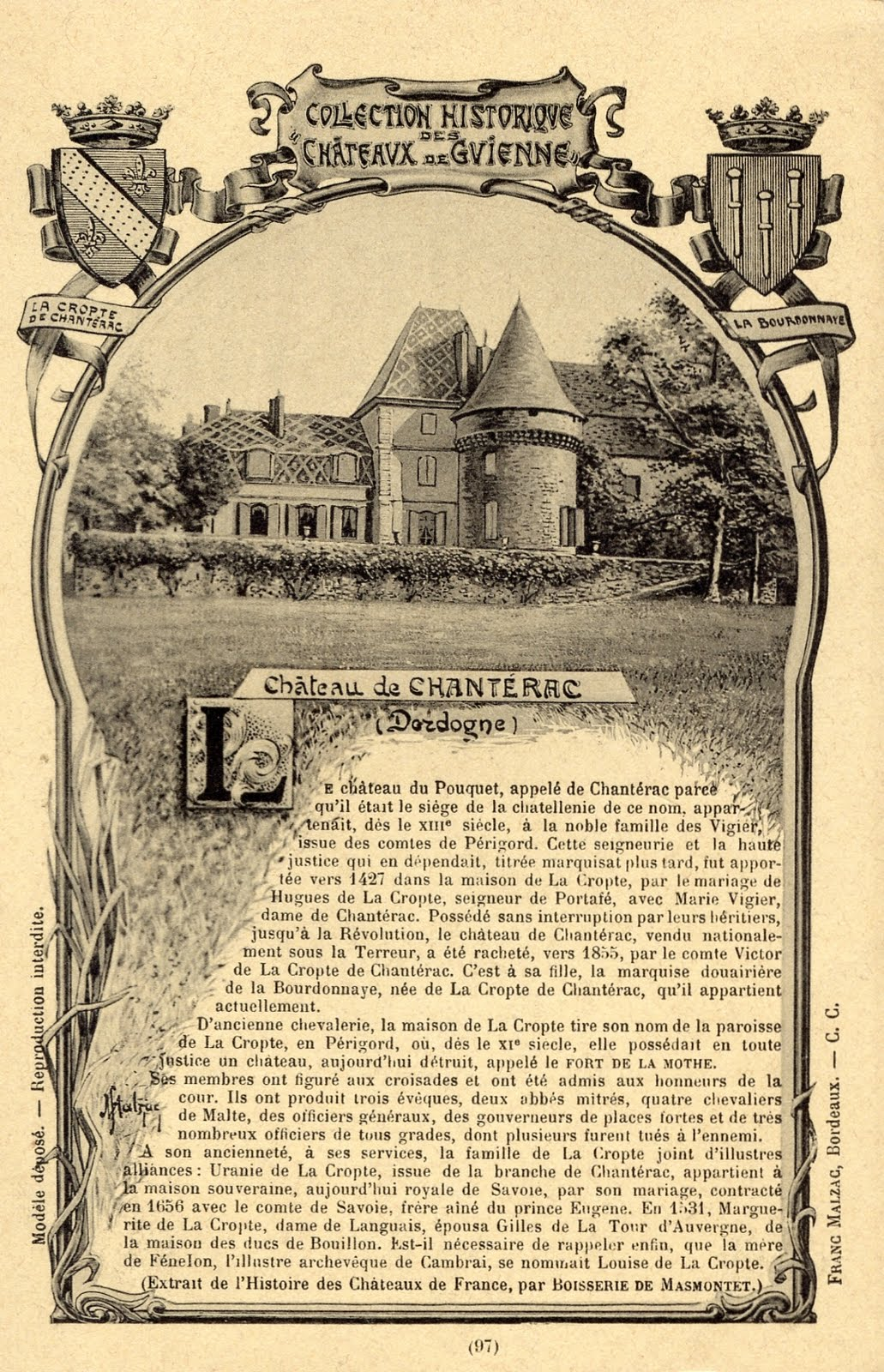
Carte postale représentant le château de Chantérac